# Église Saint-Estève d'Olot
L'église Saint-Estève d'Olot est un édifice religieux situé dans la commune d'Olot, en Catalogne (Espagne). Elle est classée dans l'Inventaire du patrimoine architectural de Catalogne et déclarée monument historique en tant que bien culturel d'intérêt national depuis 1993.

## Description
L'église est construite sur un plan de croix latine, avec une nef d'une longueur de 58 m et d'une hauteur de 34,5 m.

## Histoire
La première mention de l'église remonte à l'an 846, dans un courrier adressé par Charles II le Chauve à l'abbé Racimir, puis en 977 dans un autre document en rapport avec Miron III de Cerdagne, alors évêque de Gérone. En 1116, Raimond-Bérenger III de Barcelone consacre la nouvelle église après sa reconstruction. Fortement endommagée après les séismes de 1529 et 1763, elle est de nouveau reconstruite dans la dernière moitié du XVIIIe siècle et embellie au XIXe siècle pour atteindre l'aspect qu'on lui connaît de nos jours.

## Description
L'église contient la tombe du bienheureux Henri Canadell, enfant du pays, prêtre des Clercs réguliers de la Mère de Dieu pour les écoles pies, mort martyr durant la Guerre d'Espagne et béatifié par Jean-Paul II en 1995.